# 軽音楽をあなたに
『軽音楽をあなたに』（けいおんがくをあなたに）は、NHK-FM放送で1977年4月4日から1985年3月29日まで放送されていた音楽番組。

## 概要
各テーマの楽曲を特集した。
金曜日はNHK大阪からの放送。
「軽音楽をあなたにNow and Then」として、オフ会が開催されている。

## 放送時間
| 期間                         | 放送時間（日本時間）          |
| ---------------------------- | ----------------------------- |
| 1977年4月4日 - 1982年4月2日  | 月曜日 - 金曜日 16:10 - 18:00 |
| 1982年4月5日 - 1985年3月29日 | 月曜日 - 金曜日 16:05 - 18:00 |

## 出演者
- 朝吹美紀[注釈 1]
- 山本さゆり
- 滝真子
- 児島由美
- アンリ菅野
- 山加朱美
- 福島あつ子
- 幅しげみ
- 松原みき
- 木島肖子
- 久保田育子

## 特別番組
| 期間                  | 放送時間（日本時間） | タイトル             | 備考                                                                        |
| --------------------- | -------------------- | -------------------- | --------------------------------------------------------------------------- |
| 2019年8月5日 - 8月9日 | 21:30 - 23:00        | 軽音楽をあなたに2019 | 2019年8月5日から9日までNHK-FMの本放送50周年を記念して、復活版が放送された。 |